# Hector Munro av Novar
Hector Munro (Hector Munro af Novar), född 1726 i Cromarty, Skottland, död 27 december 1805, var en brittisk general.

## Biografi
Hector Munro av Novar var son till Hugh Munro av Novar.
Munro lät värva sig i Brittiska armén 1749 och transporterades 1761 till Bombay sedan han fått fullmakt som befälhavare över 89. regementet i Indien; samma år mottog han fransmännens kapitulation i Mahé. I egenskap av befälhavare över Bengaliska armén slog han ner ett sepoymyteri i Patna, och 23 oktober 1764 vann han vid Buxar över Shuja-ud-Dowlah, nawab av Oudh, och vid Mir Kasim.
Han återvände till hemlandet 1768 och invaldes i underhuset för valkretsen Inverness Burghs, ett mandat han sedan höll i drygt 30 år, trots att han tillbringade större delen av denna tid i Indien. Indien återvände han till 1778 som befälhavare över armén i Madras och lagom för Andra anglo-mysoreanska kriget. Under detta krig tog han Pondicherry från fransmännen, men förlorade 1780 mot Haider Ali i ett slag nära Conjeeveram, vilket tvingade honom att dra sig tillbaka till Madras och Saint Thomas Mount och överlämna befälet till Eyre Coote.
När Eyre Coote 1781 vann mot Haider Ali vid Porto Novo förde Munro befälet över högerflanken. Munro kunde själv inta Negapatam i november samma år. Han kom åter till hemlandet 1782.